# Philonotis perrieri
Philonotis perrieri är en bladmossart som beskrevs av Thériot 1920. Philonotis perrieri ingår i släktet källmossor, och familjen Bartramiaceae. Inga underarter finns listade i Catalogue of Life.